# Гонорихоподобни
Гонорихоподобните (Gonorynchiformes) са разред животни от клас Актиноптери (Actinopteri).
Таксонът е описан за пръв път от Лев Берг през 1940 година.

## Семейства
- Chanidae – Млечни риби
- Gonorynchidae
- Kneriidae
- Phractolaemidae